# يا قلبي (ألبوم)
يا قلبي ثاني ألبومات الفنان المصري الراحل عامر منيب, تم إصداره عام 1993, يعد هذا الألبوم ميلاد اسم عامر منيب كفنان.

## قائمة الأغاني
- 1. دي غَلطِتي
- 2. يا قَلبي (تم تصويرها)
- 3. واِبتَديتي
- 4. بَغَنّيلَك (تم تصويرها)
- 5. وَلا نسيتَك (تم تصويرها)
- 6. ما خَلاص
- 7. وِحلِفت
- 8. الليلادي